# Шеннон (американская певица)
Ше́ннон (англ. Shannon, род. 2 мая 1958) — американская певица. Наиболее известна по своим альбомам начала 2000-х годов.

## Биография
Шеннон наиболее известна по своей песне 1983 года «Let the Music Play». В США сингл с ней стал очень популярным на танцевальных площадках и продался в более чем миллионе экземпляров. В чарте Billboard Hot 100 песня достигла первой десятки.
В феврале 1984 года у певицы на лейбле Mirage Records вышел дебютный альбом, озаглавленный тоже Let the Music Play. С альбома был сразу издан сингл «Give Me Tonight», который достиг первой десятки в ритм-н-блюзовом чарте журнала «Билборд» (Billboard Hot Black Singles). В марте альбом достиг своей максимальной 32-й позиции в альбомном чарте «Билборда» (Billboard 200). По объёму продаж альбом Let the Music Play был в США сертифицирован золотым.
Второй альбом Do You Wanna Get Away, также на лейбле Mirage Records, вышел в мае 1985 года. Его титульный трек «Do You Wanna Get Away» достиг 13 места в ритм-н-блюзовом чарте «Билборда» (Billboard Hot Black Singles).
В 1986 года на лейбле Atlantic Records Шеннон выпустила свой третий альбом Love Goes All the Way. С него были изданы отдельными синглами песни «Dancin’», «Criminal» и «Prove Me Right».